# Yosef Shiloach

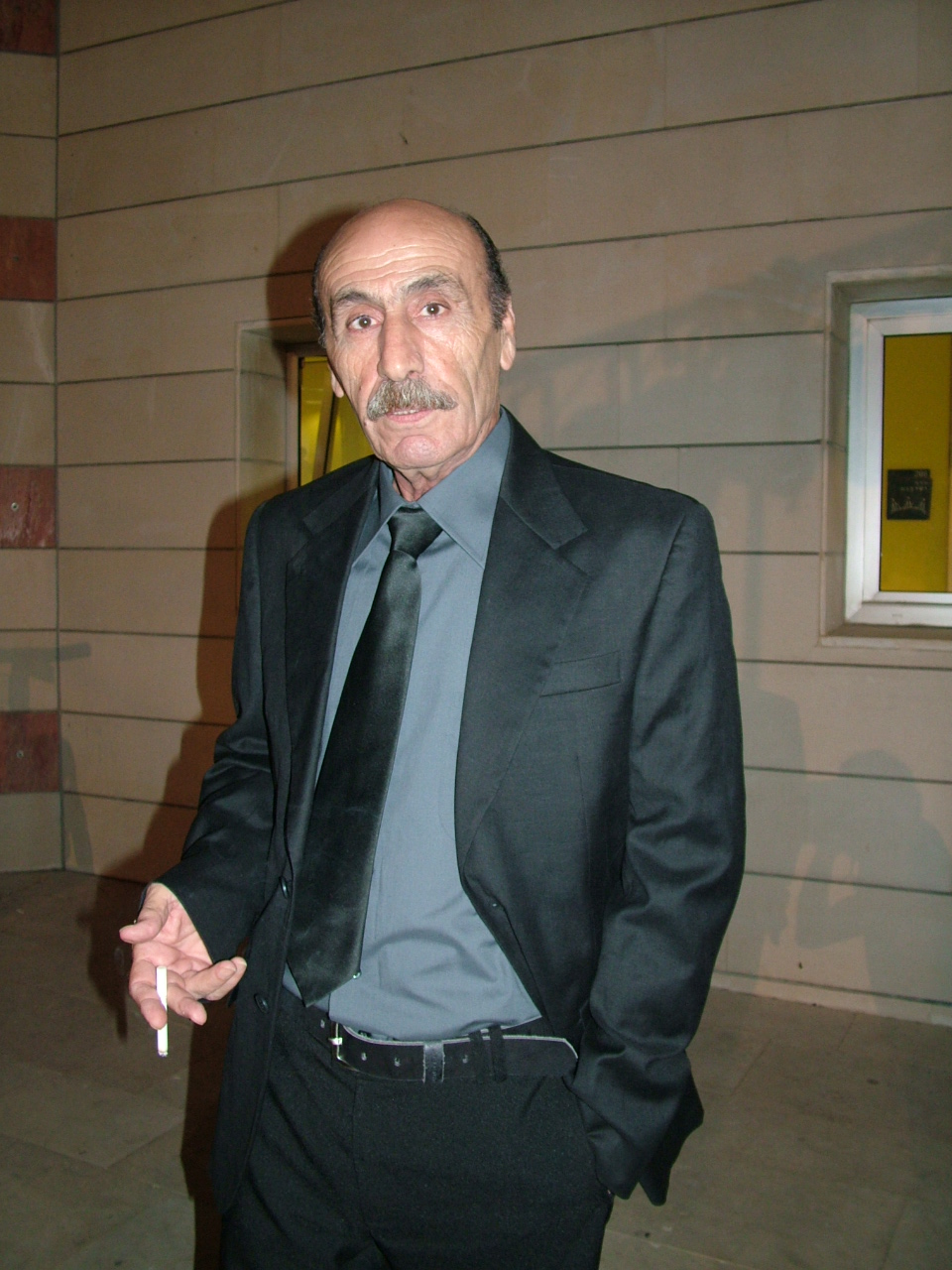
Yosef Shiloach

Yosef Shiloach, ook wel Josef Shiloach en Joseph Shiloach, (Hebreeuws: יוסף שילוח) (Iraans Koerdistan, 9 juli 1941 - 3 januari 2011) was een Israëlische acteur, die in een groot aantal Israëlische films en televisieshows optrad, waarin hij in de meeste gevallen een komische rol vervulde.
In 1950 op zijn negende naar Israël geëmigreerd, studeerde hij als een van de eersten af aan de Beit Zvi Toneelschool en maakte in 1964 zijn opwachting als acteur in de film Mishpachat Simchon.
Shiloach was van de partij in Israëlische filmklassiekers als Alex Holeh Ahava, Sapiches en Hagiga B'Snuker. Ook speelde hij in verscheidene Amerikaanse films, zoals Rambo III, The Mummy Lives, Not Without My Daughter en in de evangelisatiefilm Jesus uit 1979, waarin hij Jozef, de stiefvader van Jezus vertolkte. In de door de Britse ITC Entertainment uitgebrachte televisieserie Moses the Lawgiver uit 1974 had hij de rol van Dathan, een van de drie leiders uit de Hebreeuwse Bijbel die tijdens de Uittocht uit Egypte tegen Mozes in opstand kwamen en dat met de dood moesten bekopen.
In 2009 kreeg hij op het Filmfestival van Jeruzalem een prijs voor zijn gehele acteeroeuvre.
Shiloach was ook op maatschappelijk gebied actief. Als linkse activist pleitte hij voor een vreedzaam samenleven van Arabieren en Joden en kwam hij op voor gelijke rechten voor Mizrachi-Joden (Joden afkomstig uit de Oriënt en aangrenzende gebieden). Zelf behorend tot deze groep speelde hij ook komische rollen waarbij hij een Mizrachi-Jood met een zwaar accent uitbeeldde.
Yosef Shiloach overleed op 69-jarige leeftijd aan de gevolgen van kanker waaraan hij al lange tijd leed.